# François Blaquart
Pour les articles homonymes, voir Blaquart.
 (novembre 2021).
 (janvier 2008).
François Blaquart est né le 21 janvier 1954 à Roumazières-Loubert (Charente). Issu d'une famille de 8 enfants, il est le frère de Bernard Blaquart, ex-entraîneur du Nîmes Olympique et de Jacques Blaquart, évêque d'Orléans.

## Biographie

### Parcours initial
Enseignant d'EPS et Diplômé de Gestion d'entreprises, il est titulaire des diplômes d'Entraîneur Professionnel et Formateur de Football.
Après avoir créé à 18 ans, l'école de football de son club d'origine, l'Entente Roumazières-Loubert avec lequel il évolue jusqu'en Division Nationale IV, il est recruté en 1978 par le FC Nantes pour mettre en place le Centre Sportif du club à La Jonelière.
Par la suite, il devient successivement :
- de 1979 à 1988, Conseiller technique de la Ligue Paris Île-de-France

- de 1988 à 1993, Directeur Technique National auprès de la Mauritius Football Association au sein de laquelle il développe les écoles de football, la formation des cadres et manage les sélections nationales.

Un centre Technique National y est construit qui depuis son départ en 1993 porte son nom.
- de 1993 à 1996, Directeur de la Formation à l'AS Saint-Étienne où il collabore également avec Jacques Santini au sein de l'équipe professionnelle[4].

- de 1996 à 1999, Directeur de la Formation au FC Sochaux-Montbéliard, d'où sortiront, à cette époque, une multitude de joueurs tels Camel Meriem, Benoît Pedretti, Pierre-Alain Frau, El-Hadji Diouf, Omar Daf, Jérémy Mathieu, Sylvain Monsoreau ou Antar Yahia.

En 2010, il met en place avec Laurent Blanc le principe de quotas discriminatoires officieux dans les centres de formation et les écoles de foot du pays avec pour objectif de limiter le nombre de joueurs français de type africains et nord-africains.

### Retour à la FFF
En 1999, Aimé Jacquet lui propose de réintégrer la Direction Technique de le FFF sur des missions liées à la formation du joueur de haut niveau et celle de l'entraîneur.
Jusqu'en 2007, il entraîne plusieurs sélections nationales de jeunes et est l'adjoint de Jacques Santini avec les A (2002-2004 : Vainqueur de la Coupe des Confédérations 2003 et quart de finaliste du Championnat d'Europe au Portugal). 
De 2007 à 2010, il occupe le poste de Directeur Technique National adjoint auprès de Gérard Houllier en centrant son action sur la filière Elite et la formation des Entraîneurs.
En 2010, à la suite de la Coupe du Monde en Afrique du Sud, et le départ de Gérard Houllier, la FFF lui propose le poste de Directeur Technique National (DTN)d'abord par intérim le 5 octobre 2010 puis officiellement le 25 février 2011, sur un projet visant à recentrer l'activité sur " le jeu, le joueur et le club ".
En avril 2011, à la suite de l'enregistrement pirate d'une réunion de tous les entraîneurs nationaux en novembre 2010 au sujet des joueurs binationaux dans les sélections nationales, Médiapart l'accuse d'avoir eu l'intention de mettre en place une politique de quotas pour limiter le nombre de jeunes footballeurs jouant à la fois dans la sélection de leur pays d'origine et dans la sélection française. Une enquête  de l'Inspection Générale de Jeunesse et Sports met fin à la controverse en éliminant tout caractère discriminatoire dans la formation des sélections.
François Blaquart propose, avec son équipe, la mise en œuvre d'une réforme importante de la formation des entraîneurs. Celle-ci repose sur une connaissance partagée du jeu, le développement personnel du joueur, des pédagogies plus ouvertes et plus inter-actives et la maîtrise des comportements des encadrants. Quelque 45 000 éducateurs se forment chaque année dans les sessions proposées à tous les échelons du football.
Il prône un jeu, qui, privilégié à l'enjeu, soit le même pour tous, accessible à toutes et à tous, et qui  dans les pratiques des clubs, doit être plus libre, voire plus « fun », développé dans un cadre éducatif et socialisant.
La réussite de la formation des élites est symbolisée par la présence de joueurs français dans les plus grands clubs européens[réf. nécessaire].
Il incite les institutions à mieux protéger les jeunes mineurs face aux excès du sport professionnel et à faire reconnaître les compétences développées grâce au sport dans les parcours scolaires et universitaires des athlètes[réf. nécessaire].
Le DTN développe aussi de multiples collaborations pour la recherche avec les autres DTN des sports collectifs (rugby, handball, basketball), l'INSEP, l'IRBA (les Armées),les Universités Canadiennes, le Centre de Droit et d'Économie du Sport,   la NSCAA 5 National Soccer Coaches Association of America, et assure la formation de 45 entraîneurs de la Major League Soccer.
François Blaquart met fin à sa mission le 31 mars 2017.